# Милькович Володимир
Володимир Милькович (1857–1916) — український історик східноєвропейської історії, професор Чернівецького університету.

## Біографія
У 1880 р. закінчив теологічний факультет Львівського університету. У 1882 р. продовжив навчання у Відні, де після складання іспитів з слов'янської філології в травні 1884 р. отримав вчену ступінь доктора філософії.
З 1885 року почав працювати приват-доцентом кафедри загальної історії середньовіччя на історичному факультеті Чернівецького університету. У 1898 р. він одержав звання екстраординарного професора східноєвропейської історії і очолив відповідну кафедру, займався проблемами минулого України, Чехії, Хорватії, Росії та Польщі. З 1907 став першим директором Крайового архіву Буковини. У 1908 році проводив розкопки на горі Цецин у Чернівцях.
25 травня 1912 р. був призначений кореспондентом архівної ради для Буковини терміном на 5 років.